# Коксартроз
Коксартро́з — це артроз кульшових суглобів. Поліетіологічне захворювання, що розвивається на підставі різних патологічних станів тазостегнового суглоба.
Виділяють первинний коксартроз і вторинний.
Первинний коксартроз розвивається мимовільно, вторинний виникає в результаті попередніх захворювань тазостегнового суглоба, які є етіологічним фоном:
- вроджена дисплазія тазостегнового суглоба,
- травматичні пошкодження,
- юнацький епіфізіоліз головки стегна,
- остеохондропатія головки стегнової кістки,
- епіфізарні та спондилоепіфізарні дисплазії,
- наслідки запальних захворювань суглобів.